# Isaak (cantor)
Isaak Guderian (Minden, 31 de janeiro de 1995), conhecido simplesmente como Isaak, é um cantor e ator de teatro musical alemão. Vai representar a Alemanha no Festival Eurovisão da Canção de 2024 com a canção "Always on the Run".

## Biografia
Filho de mãe islandesa e pai alemão, cresceu na cidade de Porta Westfalica e atualmente vive em Espelkamp, ambos na Renânia do Norte-Vestfália. É casado e tem dois filhos.

## Carreira musical
Guderian começou a sua carreira musical como músico de rua com uma banda. Em 2011, participou no programa de talentos televisivo X Fator com uma versão do êxito dos Oasis, "Wonderwall". Ganhou o Show Your Talent em 2021.
Participou na ronda preliminar da seleção nacional alemã para o Festival Eurovisão da Canção de 2024 com a canção "Always on the Run", acabando por ganhar o direito de representar o país no concurso.

## Discografia

### Singles
| Título                                                                                  | Ano  | Posições de topo nas tabelas | Álbum ou EP           |
| Título                                                                                  | Ano  | DE Single Trend.             | Álbum ou EP           |
| --------------------------------------------------------------------------------------- | ---- | ---------------------------- | --------------------- |
| "Too Late"                                                                              | 2020 | —                            | Singles fora do álbum |
| "Sober"                                                                                 | 2020 | —                            | Singles fora do álbum |
| "One Life"                                                                              | 2021 | —                            | Singles fora do álbum |
| "Shelter"                                                                               | 2021 | —                            | Singles fora do álbum |
| "Free"                                                                                  | 2021 | —                            | Singles fora do álbum |
| "Impact"                                                                                | 2021 | —                            | Singles fora do álbum |
| "Water to the Seed"                                                                     | 2021 | —                            | Singles fora do álbum |
| "Finally"                                                                               | 2021 | —                            | Singles fora do álbum |
| "Baby Steps" (com David Puentez)                                                        | 2022 | 6                            | Singles fora do álbum |
| "Home"                                                                                  | 2022 | —                            | Singles fora do álbum |
| "Postcard"                                                                              | 2023 | —                            | Singles fora do álbum |
| "Always on the Run"                                                                     | 2024 | —                            | Singles fora do álbum |
| "—" indica uma gravação que não entrou nas tabelas ou não foi lançada nesse território. |      |                              |                       |